# Licto
Licto je název skupiny sypaných vulkanických kuželů, nacházejících se v Ekvádoru, asi 25 km jihovýchodně od města Riobamba a při severním okraji města se stejným názvem – Licto.
Tři andezitovo-bazaltové kužele se nazývají Tulabug (3336 m n. m.), Bellavista (3113 m n. m.) a Licto. Jedině Bellavista je tvořena převážně andezity, zbylé dva jsou mix andezitů a bazaltu. Doba poslední erupce není známa, ale odhadovaný je na holocén, kvůli zachovalé morfologii kuželů.